# Шоуто на Мокси
Шоуто на Мокси е 3D анимационно телевизионно шоу за приключенията на едно куче, наречено Мокси и за неговия приятел Бълха. Това са първите оригинални серии на Картун Нетуърк. Според някои първите оригинални серии са Space Ghost Coast to Coast.
Шоуто започва 1994 година, продуцирано от Хана-Барбъра, и първоначално се казва Пиратското шоу на Мокси. То е с продължителност 60 минути. През 1995 година е преименувано на Шоуто на Мокси. През 1998 година шоуто пак е преименувано и се казва Шоуто на Мокси и Бълха. Шоуто от 60 минути е намалено на 22 минути и са премахнати 3D ефектите. На 1 април 2000 шоуто е премахнато от Картун Нетуърк напълно. Това е същият ден, в който са преместени много класически анимации на Хана-Барбъра от Картун Нетуърк към Бумеранг. Оставени са само по-популярните анимации на Хана-Барбъра, като Семейство Флинтстоун, Семейство Джетсън, Скуби-Ду, и на Metro-Goldwyn-Mayer – Том и Джери. Последните серии на Шоуто на Мокси и Бълха са излъчени през 1999 година. Предаването вече не се излъчва никъде по ефира.

## Герои
- Мокси е главният герой на шоуто. Той е куче, което обича да се забавлява с другаря си Бълха. Той обича анимационния сериал Джоуси и котките. Мокси е озвучен в оригинал от комика Бобкат Голдтуейт.
- Бълха е бълха, който е другарят на Мокси. Бълха се наслаждава да гледа телевизия с Мокси. Бълха е озвучен в оригинал от Пен Джилет, но понякога е заместван от Крис Рок.